# Rosnay (Marne)
Rosnay és un municipi francès, situat al departament del Marne i a la regió del Gran Est. L'any 2007 tenia 292 habitants.

## Demografia

### Població
El 2007 la població de fet de Rosnay era de 292 persones. Hi havia 108 famílies, de les quals 16 eren unipersonals (8 homes vivint sols i 8 dones vivint soles), 32 parelles sense fills, 56 parelles amb fills i 4 famílies monoparentals amb fills.
La població ha evolucionat segons el següent gràfic:
Habitants censats

### Habitatges
El 2007 hi havia 123 habitatges, 108 eren l'habitatge principal de la família, 7 eren segones residències i 8 estaven desocupats. 122 eren cases i 1 era un apartament. Dels 108 habitatges principals, 97 estaven ocupats pels seus propietaris, 10 estaven llogats i ocupats pels llogaters i 1 estava cedit a títol gratuït; 2 tenien dues cambres, 2 en tenien tres, 15 en tenien quatre i 89 en tenien cinc o més. 100 habitatges disposaven pel capbaix d'una plaça de pàrquing. A 30 habitatges hi havia un automòbil i a 70 n'hi havia dos o més.

### Piràmide de població
La piràmide de població per edats i sexe el 2009 era:
| Homes | Edats   | Dones |
| ----- | ------- | ----- |
| 0     | 95 o +  | 0     |
| 4     | 90 a 94 | 4     |
| 4     | 85 a 89 | 4     |
| 0     | 80 a 84 | 0     |
| 4     | 75 a 79 | 0     |
| 0     | 70 a 74 | 0     |
| 4     | 65 a 69 | 8     |
| 0     | 60 a 64 | 0     |
| 8     | 55 a 59 | 12    |
| 28    | 50 a 54 | 4     |
| 8     | 45 a 49 | 16    |
| 16    | 40 a 44 | 20    |
| 12    | 35 a 39 | 12    |
| 0     | 30 a 34 | 8     |
| 0     | 25 a 29 | 0     |
| 16    | 20 a 24 | 4     |
| 8     | 15 a 19 | 24    |
| 4     | 10 a 14 | 8     |
| 8     | 5 a 9   | 8     |
| 4     | 0 a 4   | 8     |

## Economia
El 2007 la població en edat de treballar era de 205 persones, 142 eren actives i 63 eren inactives. De les 142 persones actives 137 estaven ocupades (71 homes i 66 dones) i 5 estaven aturades (2 homes i 3 dones). De les 63 persones inactives 25 estaven jubilades, 24 estaven estudiant i 14 estaven classificades com a «altres inactius».

### Ingressos
El 2009 a Rosnay hi havia 113 unitats fiscals que integraven 321,5 persones, la mediana anual d'ingressos fiscals per persona era de 27.255 €.

### Activitats econòmiques
Dels 9 establiments que hi havia el 2007, 1 era d'una empresa alimentària, 4 d'empreses de construcció, 1 d'una empresa de comerç i reparació d'automòbils, 1 d'una empresa de transport, 1 d'una empresa de serveis i 1 d'una entitat de l'administració pública.
Dels 3 establiments de servei als particulars que hi havia el 2009, 2 eren paletes i 1 empresa de construcció.
L'any 2000 a Rosnay hi havia 11 explotacions agrícoles que ocupaven un total de 280 hectàrees.

## Equipaments sanitaris i escolars
El 2009 hi havia una escola elemental.

## Poblacions més properes
El següent diagrama mostra les poblacions més properes.